# آردیچ‌لی (مورگل)
آردیچ‌لی (به ترکی استانبولی: Ardıçlı) یک منطقهٔ مسکونی در ترکیه است که در مورگل واقع شده‌است. آردیچ‌لی ۷۵ نفر جمعیت دارد.